# Opinion Overload
Opinion Overload è un singolo del gruppo musicale canadese Simple Plan, il quarto estratto dal loro quinto album in studio Taking One for the Team, pubblicato il 5 febbraio 2016.

## La canzone
Il brano parla del "seguire il proprio cuore e non lasciare che nessuno ti dica che non puoi farlo". I componenti del gruppo hanno anche detto:

## Video musicale
Il video ufficiale del brano, nel quale il gruppo suona in un piccolo locale gremito di persone, è stato pubblicato sul canale YouTube dei Simple Plan il giorno precedente all'uscita del singolo. È stato diretto da Mark Staubach e Chady Awad (fotografia) e prodotto da John Nadalin e Emmanuel Hessler.
Parlando del video, i Simple Plan hanno dichiarato di aver voluto ricreare ciò che li facesse per una volta ritornare alle basi e focalizzarsi "su ciò che amiamo di più: esibirci dal vivo per voi".

## Tracce
Testi e musiche dei Simple Plan e Nathaniel Company.
1. Opionion Overload – 3:19

## Formazione
- Pierre Bouvier – voce
- Jeff Stinco – chitarra solista
- Sébastien Lefebvre – chitarra ritmica, voce secondaria
- David Desrosiers – basso, voce secondaria
- Chuck Comeau – batteria, percussioni